# 弯果草茨藻
弯果草茨藻（学名：Najas graminea var. recurvata）为水鳖科茨藻属的变种。分布在中国大陆的湖北省咸丰、利川等地，常生长在稻田中，目前尚未由人工引种栽培。